# 陶駿保
陶骏保（1878年—1911年12月12日），字璞青，江苏镇江人，中国民主革命家，光复会会员。

## 生平
陶骏保自幼跟从兄长陶逊学习，18岁时入江南陆师学堂学习武备，先后在福建、广东军队任职。1905年回到江南，总办江南征兵局。陆军第九镇创建后，他任第九镇正参谋。他在清朝末年曾任道员，创建了南京的汤山温泉。
辛亥革命爆发后，1911年革命军光复镇江，他受镇江军政府都督（也是其学生）林述庆的邀请，任镇江军政府参谋总长，任内负责筹饷安民。后来，他任江浙聯軍參謀長。南京光复后，他劝林述庆公推程德全为江苏都督，以使江苏军政获得统一。同年12月，他到上海，先后拜会了宋教仁、黄兴，陈述北伐策略。1911年12月12日，他在到沪军都督府拜访沪军都督陈其美时被陈其美枪杀。
1913年，其冤情获得昭雪，于北固山建立祠堂纪念。

## 著作
- 骏保遗稿，钞本一册，镇江绍宗藏书楼藏[2]
- 陶骏保辑，京口掌故丛编初集，丹徒陶氏刻本，光绪三十四年（1908年）[2]